# Andermatt
Andermatt (în retoromană Ursera) este o localitate din cantonul Uri, Elveția.

## Istoric
În Evul Mediu a fost posesiune a mănăstirii benedictine Disentis/Mustér.